# El desafío (canción)
«Desafío» es el primer sencillo oficial de los cantantes Daddy Yankee y Don Omar después de reencontrarse, ya que se habían distanciado, lanzado el 30 de agosto de 2009 extraído del álbum Mundial, pero se confirmó más tarde que la canción no podría salir en dicho álbum por problemas entre las disqueteras, aunque podría incluirse en el álbum Prototype 2.0 de Don Omar.
- Datos: Q5824611